# Karl Theodor Anderson
Karl Theodor Anderson, född den 5 mars 1864 i Järnboås socken i Örebro län, död den 28 oktober 1949 i Filipstad, var en svensk missionär som verkade inom Svenska Missionsförbundets (SMF) kongomission i Nedre Kongo (Bas-Congo) i dåvarande Fristaten Kongo.

## Biografi
Karl Theodor Anderson genomgick missionsskolan i Kristinehamn åren 1883–1885, Karlskoga praktiska skola läsåret 1885–1886 och missionsavdelningen i missionsskolan läsåret 1886–1887. Avskildes till missionär i Immanuelskyrkan i Stockholm den 24 juni 1887, studerade därefter någon tid vid missionsinstitutet Harley House i London, England, och avreste därifrån till Kongo den 14 april 1888. Återkom till hemlandet den 21 mars 1892, avreste till Kongo för andra gången den 21 juli 1893 och återkom den 21 juli 1895. Tjänade som Svenska Missionsförbundets reseombud för yttre missionen 1895–1908. Redaktionssekreterare för Ungdomsvännen, Pietisten och Missionsförbundet 1908–1920. Redaktör i SMF:s förlag 1920–1929, varefter han gick i pension.

## Familj
K. T. Anderson gifte sig första gången den 26 augusti 1891 med Karna Anderson (1863-1930) och andra gången med Ruth Sigrid Maria Christiansson (f. 1886). 